# Chemin de fer Lubumbashi-Sakania
La ligne de chemin de fer Lubumbashi-Sakania est une ligne à voie unique de chemin de fer en République démocratique du Congo entre la gare de Lubumbashi et Sakania à la frontière avec la Zambie à proximité de la ville de Ndola. Sa longueur est de 255 km et elle est exploitée par la Société nationale des chemins de fer du Congo (SNCC). 

## Histoire
L’axe Sakania - Elisabethville (Lubumbashi), fut ouvert le 1er octobre 1910 par la Compagnie de chemin de fer du Katanga.